# Linda Gregerson
Pour les articles homonymes, voir Gregerson.
Linda Gregerson, née le 5 août 1950 à Elgin (Illinois)est une poète, essayiste et professeure d'université américaine.

## Biographie
Après ses études secondaires, Linda Gregerson entre à l'Oberlin College d'où elle sortira avec un Bachelor of Arts (licence) en 1971, puis elle est acceptée par l'université Northwestern, elle y obtient son Master of Arts en 1972, qu'elle complète avec un Master of Fine Arts (mastère de Beaux arts) à l'université de l'Iowa en 1977, université où elle peut travailler avec des poètes tels que Louise Glück, Donald Justice (en) et William Matthews. Elle finalise ses études par un doctorat (PhD) soutenu à l'Université Stanford en 1987. 
De 2015 à 2021, elle occupe le poste de chancelière de l'Academy of American Poets. Elle est professeure émérite de littérature et de création littéraire à l'université du Michigan.
Linda Gregerson réside avec son époux et ses deux filles à Ann Harbor dans l'État du Michigan.

### Écriture
Linda Gregerson publie de nombreuses critiques littéraires pour Poetry Magazine de la Poetry Foundation, la Poetry Society of America et Virginia Quarterly Review (en). Elle rédige des essais sur Milton, Spenser, Shakespeare, Thomas Wyatt et Ben Jonson pour des revues et des anthologies.
Sa poésie plonge ses racines aussi bien dans la tragédie grecque, dans la littérature anglaise de la Renaissance, dont elle réactualise les thèmes, et dans la science. Elle s'intéresse à tout ce qui est humain d'où des thèmes dit d'intersection avec les sciences, les enjeux sociaux et politiques (l'environnement, la violence, les inégalités sociales, etc.). Estimant que la structure de ses premiers poèmes Fire in the Conservatory (1982) bride sa créativité, elle choisit d'écrire pendant une vingtaine d'années sous forme de tercet. Sa syntaxe s'appuie sur le rythme en dent de scie de ses strophes de trois lignes,. Puis avec Magnetic North (2007), elle explore d'autres formes expérimentales d'écriture.
Ses poèmes sont publiés dans des journaux comme The New Yorker, The Atlantic Monthly, Poetry, Granta, The Paris Review, The Kenyon Review, The Best American Poetry,,,.

## Œuvres

### Recueils de poésie
- (en-US) Fire in the Conservatory, Lynx House Press, 1 juin 1983, rééd. 1 août 2016, 70 p. (ISBN 9780899241487),
- (en-US) The Woman Who Died in Her Sleep, Boston, Houghton Mifflin Harcourt, 1er novembre 1996, 100 p. (ISBN 9780395822906, lire en ligne),
- (en-US) Waterborne: Poems, Boston, Mariner Books /  Houghton Mifflin Harcourt, 4 avril 2002, rééd. 27 février 2004, 80 p. (ISBN 9780618382026),
- (en-US) Magnetic North, Boston, Houghton Mifflin Harcourt, 6 mars 2007, 88 p. (ISBN 9780618718702, lire en ligne),
- (en-US) The Selvage: Poems, Boston, Houghton Mifflin Harcourt, 1er janvier 2012, 120 p. (ISBN 9780547750095, lire en ligne),
- (en-US) Prodigal: New and Selected Poems, 1976 to 2014, Boston, Mariner Books / Houghton Mifflin Harcourt, 1er septembre 2015, 244 p. (ISBN 9780544301672, lire en ligne)[9],[10],[11],[12],

### Essais
- (en-US) The Reformation of the Subject: Spenser, Milton, and the English Protestant Epic, Cambridge University Press, 1995, rééd. 14 décembre 2006, 296 p. (ISBN 9780521034906),
- (en-US) Negative Capability: Contemporary American Poetry, University of Michigan Press, 9 octobre 2001, 160 p. (ISBN 9780472067770)[13],
- (en-US) Linda Gregerson & Susan Juster (dir.), Empires of God: Religious Encounters in the Early Modern Atlantic, University of Pennsylvania Press, 23 novembre 2010, 334 p. (ISBN 9780812242898)[14],

## Prix et distinctions
- 1980 : lauréate du Clarence Urmy Award for Poetry, de l'université Stanford,
- 1980 : obtention d'une Bourse Gilchrist Potter Graduate Fellowship délivrée par l'Oberlin College,
- 1981 : obtention de la bourse Whiting Foundation Fellowships in the Humanities délivrée par l'université Princeton
- 1982 : obtention de la bourse Mabelle McLeod Lewis
- 1982 : lauréate du prix Ingram Merrill, décerné par la Ingram Merrill Foundation (en)[15],
- 1985 : obtention d'une bourse délivrée par le National Endowment for the Arts[16],
- 1987 :  lauréate du Alden Dissertation Prize, décerné par l'Université Stanford,
- 1991 : obtention de la bourse Faculty Summer Fellowship, délivrée par le Horace H. Rackham School of Graduate Studies (en), de l'université du Michigan,
- 1991 : lauréate du Levinson Prize, décerné par la revue Poetry (revue)[17],
- 1992 : lauréate du Consuelo Ford Award, décerné par la Poetry Society of America,
- 1992 : lauréate du Isabel MacCaffrey Award, décerné par la Spenser Society of America[18],
- 1992 : obtention d'une bourse délivrée par le National Endowment for the Arts[16],
- 1996 : lauréate du Faculty Recognition Award, décerné par l'Université du Michigan,
- 1996 : obtention de la bourse A. Bartlett Giamatti Faculty Fellow, délivrée par l'Institute for the Humanities de l'université du Michigan,
- 2000 : lauréate du Irene Samuel Award pour sa contribution à l'ouvrage Milton and the Imperial Vision, chapitre Colonials write the nation: Spenser, Milton, and England on the margins, décerné par la Milton Society of America,
- 2000 : lauréate du Michigan Humanities Award
- 2000 : lauréate du Distinguished Faculty Achievement Award, délivrée par l'Université du Michigan,
- 2001 : obtention d'une Bourse Guggenheim Fellowship (attribuée en 2000)[19],
- 2002 : lauréate du Academy Award in Literature, décerné par American Academy of Arts and Letters,
- 2003 : lauréate du Prix Pushcart, catégorie poésie, décerné par la maison d'édition Pushcart Press (en),
- 2003 : lauréate de l'University Press Book Award,
- 2003 : lauréate du Kingsley Tufts Poetry Award[20],
- 2008 : lauréate du Prix Pushcart, catégorie poésie, décerné par la maison d'édition Pushcart Press (en),
- 2009 : obtention d'une Bourse Bogliasco , délivrée par la fondation Bogliasco située à Bogliasco (Italie)[21],
- 2010 : lauréate du Prix Pushcart, catégorie poésie, décerné par la maison d'édition Pushcart Press (en),
- 2011 : lauréate du Michigan Humanities Award,
- 2020 : lauréate du Voelker Award for Poetry décerné par le PEN America (en)[20],